# KPR Legionowo
Klub Piłki Ręcznej Legionowo – polski męski klub piłki ręcznej, założony w 2009 w Legionowie. Występuje w Superlidze.

## Historia
KPR Legionowo powstał w 2009, jego pierwszym trenerem został Tomasz Porzeziński. W sezonie 2009/2010 klub wywalczył awans do II ligi, w której występował przez następne dwa lata. W sezonie 2012/2013, w którym wygrał 21 z 24 meczów, zajął 1. miejsce w grupie A I ligi (uzyskał dwa punkty przewagi nad drugim w tabeli Wybrzeżem Gdańsk), oznaczające promocję do Superligi. Od grudnia 2011 trenerem KPR-u Legionowo był Jarosław Cieślikowski.
W najwyższej klasie rozgrywkowej KPR Legionowo zadebiutował we wrześniu 2013, przegrywając na wyjeździe ze Stalą Mielec (24:33). Pierwsze zwycięstwo odniósł w trzeciej kolejce, pokonując w spotkaniu domowym MMTS Kwidzyn (30:29). W rundzie zasadniczej sezonu 2013/2014 legionowski zespół wygrał trzy z 22 meczów i uplasował się na ostatniej pozycji w tabeli. Po spotkaniach o miejsca 9–12 (trzy zwycięstwa, jeden remis, dwie porażki) pozycja KPR nie uległa zmianie (12. miejsce), co skutkowało spadkiem do I ligi. Gracz KPR-u Legionowo Witalij Titow zajął 3. miejsce w klasyfikacji najlepszych rzucających ligi (174 bramki). W trakcie sezonu, w listopadzie 2013 doszło do zmiany na stanowisku trenera – Jarosława Cieślikowskiego zastąpił Robert Lis.
W sezonie 2014/2015 KPR zajął 1. miejsce w grupie A I ligi (wygrał 25 z 26 meczów; drugą w tabeli Pomezanię Malbork wyprzedził o trzynaście punktów), awansując tym samym ponownie do Superligi. Od listopada 2014 sponsorem tytularnym klubu była restauracja Borodino (zespół występował w pierwszoligowych rozgrywkach pod nazwą KPR Borodino Legionowo). W 2015 sponsorem tytularnym został RC Refleks Chłodnictwo – nazwę klubu zmieniono na KPR RC Legionowo.
W rundzie zasadniczej Superligi sezonu 2015/2016 KPR Legionowo wygrał 10 meczów, dwa zremisował i 10 przegrał. Do fazy play-off przystąpił z 5. miejsca – w ćwierćfinale został pokonany przez MMTS Kwidzyn (26:22; 17:26), następnie zwyciężył Zagłębie Lubin (30:24; 22:22), zaś w rywalizacji o 5. miejsce przegrał z Górnikiem Zabrze (27:37; 28:31), kończąc rozgrywki Superligi na 6. pozycji. Najlepszym rzucającym legionowskiego zespołu był w sezonie 2015/2016 Witalij Titow, który z dorobkiem 173 bramek został królem strzelców rozgrywek.
Po zakończeniu sezonu 2015/2016 funkcję trenera drużyny przestał pełnić Robert Lis, którego zastąpił Marek Motyczyński. Pod koniec października 2016 Lis ponownie objął legionowską drużynę. W rundzie zasadniczej sezonu 2016/2017 KPR Legionowo odniósł siedem zwycięstw i zanotował 19 porażek, plasując się w grupie granatowej na 6. miejscu z dorobkiem 19 punktów (w tabeli zbiorczej na 10. pozycji). Legionowski zespół przystąpił następnie do gry o Puchar Superligi – w grupie Suzuki wygrał trzy mecze i dwa przegrał, kończąc ostatecznie zmagania na 11. miejscu. Zawodnik KPR-u Witalij Titow ponownie został królem strzelców Superligi (zdobył 175 bramek w fazie zasadniczej). Po zakończeniu rozgrywek nowym trenerem zespołu został Marcin Smolarczyk. W lipcu 2017 komisarz ligi Piotr Łebek odmówił KPR-owi przyznania licencji na grę w Superlidze w sezonie 2017/2018. Kilkanaście dni później, po spełnieniu przez legionowski klub szeregu warunków (klub przedłożył plan naprawczy, dotyczący uzyskania stabilnej sytuacji finansowej i spłaty zadłużenia), decyzja ta została uchylona i KPR przystąpił do rozgrywek. W sezonie 2017/2018 odniósł w nich sześć zwycięstw (w tym dwa po rzutach karnych) i poniósł 24 porażki (w tym jedną po rzutach karnych). Z dorobkiem 19 punktów uplasował się w tabeli zbiorczej na 15. miejscu (przedostatnim), a w tabeli grupy granatowej na 7. miejscu. Najskuteczniejszy gracz legionowskiej drużyny, Kacper Adamski (175 bramek), zajął 3. pozycję w klasyfikacji najlepszych strzelców ligi, a ponadto otrzymał nominację do nagrody dla odkrycia Superligi.
W 2018 KPR Legionowo nie otrzymał licencji na grę w Superlidze, przystępując w sezonie 2018/2019 do gry w I lidze. Pod koniec grudnia 2018 akcjonariusze spółki KPR Legionowo S.A. podjęli uchwałę o jej rozwiązaniu, zaś prawa do zespołu przejął nowo powstały podmiot – KPR Legionowo sp. z o.o. Na stanowisku prezesa Grzegorza Chromańskiego zastąpił Artur Niesłuchowski.
W sezonie 2022/2023 KRR Legionowo zajął pierwsze miejsce w Lidze Centralnej i uzyskał promocje do Superligi. Po sezonie 2023/2024 klub pierwotnie spadł z ligi, jednak po połączeniu się z Unią Tarnów, KPR Legionowo pozostał w lidze. 

## Osiągnięcia
- Superliga:
  - 6. miejsce: 2015/2016
- Liga Centralna:
  - 1. miejsce: 2022/2023
  - 2. miejsce: 2021/2022
- I liga:
  - 1. miejsce: 2012/2013, 2014/2015
- Król strzelców Superligi:
  - 2015/2016: Witalij Titow (173 bramki)
  - 2016/2017: Witalij Titow (175 bramek)

## Kadra w sezonie 2022/2023
Opracowano na podstawie materiału źródłowego.
Bramkarze
- 12.  Kacper Zacharski
- 85.  Tomasz Szałkucki

Rozgrywający
- 13.  Filip Fąfara
- 7.  Michał Prątnicki
- 11.  Ali Mehdizadeh
- 41.  Krystian Wołowiec
- 44.  Mateusz Chabior
- 77.  Kamil Ciok
- 23.  Krzysztof Tylutki
- 6.  Adrian Brzozowski
- 55.  Adam Laskowski

Skrzydłowi
- 9.  Michał Klapka
- 8.  Marcin Kostro
- 14.  Maksymilian Śliwiński
- 3.  Jakub Brzeziński
- 24.  Franci Brinovec

Obrotowi
- 5.  Wiktor Jędrzejewski
- 10.  Tomasz Kasprzak
- 18.  Sławomir Lewandowski

## Trenerzy

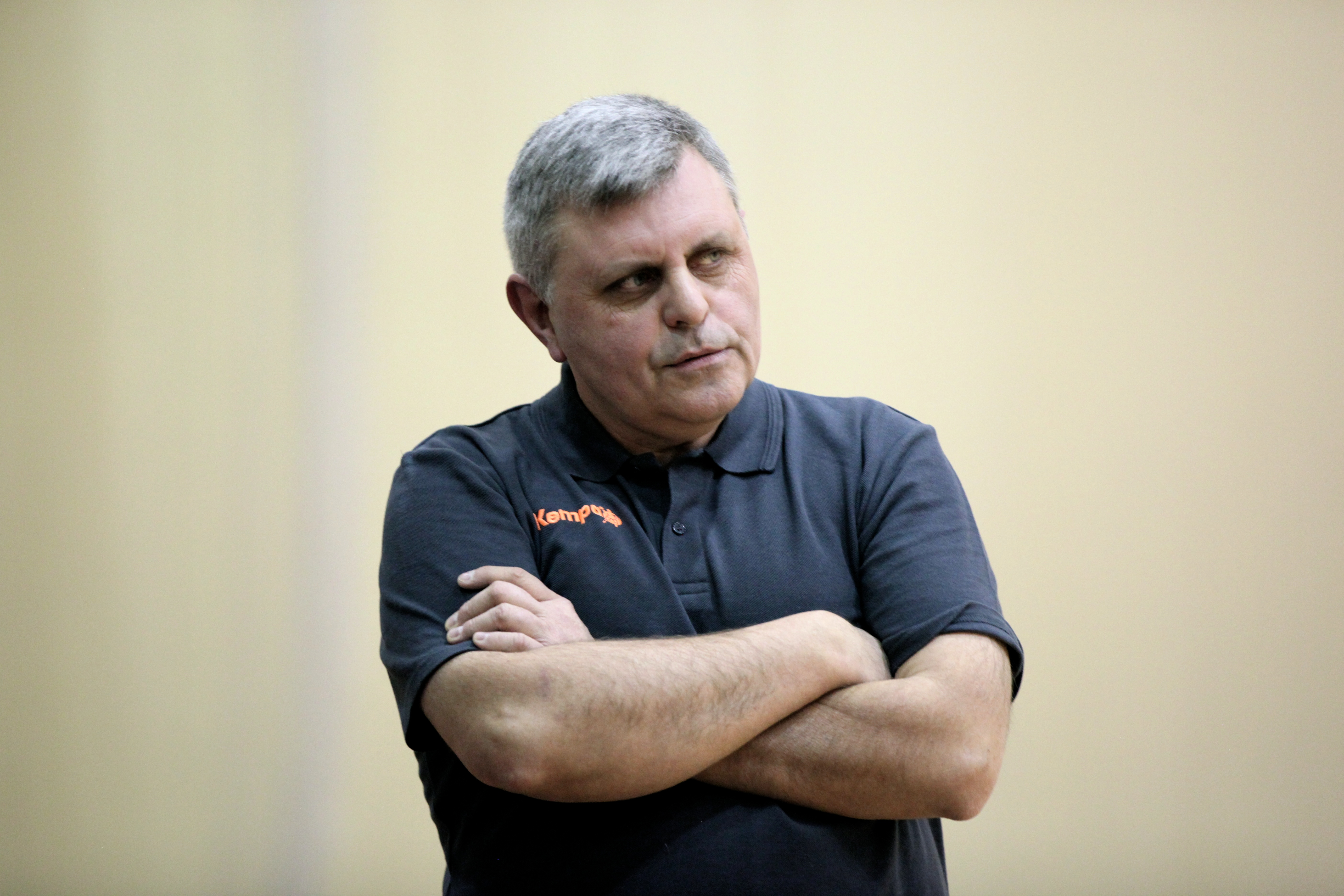
Tomasz Porzeziński był pierwszym trenerem KPR-u Legionowo

Trenerami KPR-u Legionowo byli:
- Tomasz Porzeziński (2009–2011)
- Jarosław Cieślikowski (2011–2013)
- Robert Lis (2013–2016)
- Marek Motyczyński (2016)
- Robert Lis (2016–2017)
- Marcin Smolarczyk (od 2017)